# アダム・ダンカン (初代ダンカン子爵)
初代ダンカン子爵アダム・ダンカン（Adam Duncan, 1st Viscount Duncan、1731年7月1日 – 1804年8月4日）は、イギリス海軍の提督。1797年のキャンパーダウンの海戦でバタヴィア共和国海軍を破ったこと知られる。

## 生涯

### 海軍入隊
アレグザンダー・ダンカン（Alexander Duncan、ダンディー市長を務めた人物）と妻ヘレン（Helen、ジョン・ホールデンの娘）の次男として、1731年7月1日にスコットランドのアンガス州ダンディーで生まれた。1746年、海軍に入隊してスループ艦トライアルに配属された。艦長ロバート・ホールデンは母方の親族でもあり、ダンカンはホールデンと共にフリゲートのショアハムに移り、1748年にオーストリア継承戦争が終わるまでショアハムで任務に就いた。1749年、戦列艦センチュリオンに転じ、オーガスタス・ケッペル指揮下の地中海艦隊に配属された。そのケッペルとダンカンは、その後共に北アメリカでノリッジに乗艦した。1755年1月10日、ダンカンは海尉に昇進した。

### 七年戦争
1755年8月、ダンカンはケッペルについて戦列艦スウィフトシュアに乗り、1756年1月にはトーベイに配属された。1757年のロシュフォール襲撃、1758年のゴレ島占領、1759年のブレスト海上封鎖に参戦した後、1759年9月21日に中佐に昇進した。しかしこの昇進によりトーベイを離れたため、同年11月のキブロン湾の海戦に参戦できなかった。
1759年10月から1760年4月まで、ダンカンはロイヤル・エクスチェンジ号の艦長を務めた。ロイヤル・エクスチェンジ号は船団護衛の任務に就いていたが、少年や外国人の乗組員がかなり多く、（ダンカンによれば）その大部分が英語をしゃべれなかった。しかもその多くが海軍ではなく、護衛している商船に雇われているため、海軍の規律に従う必要はないと考えており、この点でダンカンと商人たちの間で意見が分かれた結果、ロイヤル・エクスチェンジ号が護衛任務から外されたと考えられる。
1761年に大佐に昇進して、同年2月25日に戦列艦ヴァリアントに配属された。この艦はケッペルの座乗艦であり、ダンカンは1761年6月のベル＝イル占領、1762年8月のハバナの戦いに参戦したのち、1763年に帰国した。その後長い間、ダンカンが要望を繰り返したにもかかわらず任務を与えられなかった。

### 軍法会議とジブラルタル包囲戦

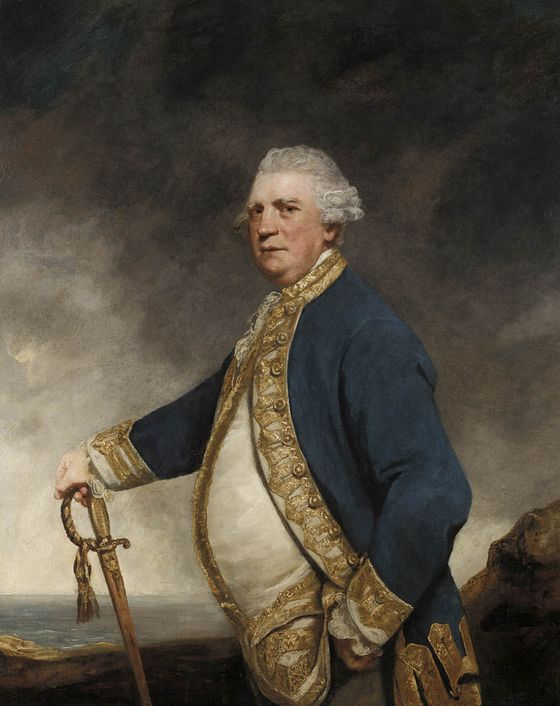
オーガスタス・ケッペルの肖像画、ジョシュア・レノルズ画。

任務についていない間、ダンカンは主にダンディーに住み、1777年6月6日にヘンリエッタ・ダンダス（スコットランド民事控訴院の院長ロバート・ダンダスの娘）と結婚した。『英国人名事典』によれば、ダンカンはこの結婚により任務を得られたという。1778年末、ダンカンは戦列艦サフォークに乗艦し、ほどなくして戦列艦モナークに異動した。
1779年1月、ダンカンは、オーガスタス・ケッペルの、ウェサン島の海戦での指揮のまずさを裁くための軍法会議の委員となった。しかしダンカンは、査問会の間中、的外れかつ誘導的な質問、または曲解した回答で何度も検察側を止めた。このため海軍本部は、ダンカンが、ケッペルの命令に従わなかったサー・ヒュー・パリサーの軍法会議に出席するのを望まなかった。この軍法会議は同年4月に行われたが、海軍本部はダンカンが出席できないよう、軍法会議の前日にモナークに命令を出し、セント・ヘレンズに行かせた。しかしモナークの乗組員は、滞納していた賃金の支払いが行われるまで航海はしないと抗議し、それができなかったため、モナークは軍法会議の信号が送られた時、なおポーツマスにとどまっていた。このため、海軍本部の目論見は失敗し、ダンカンは軍法会議に出席した。

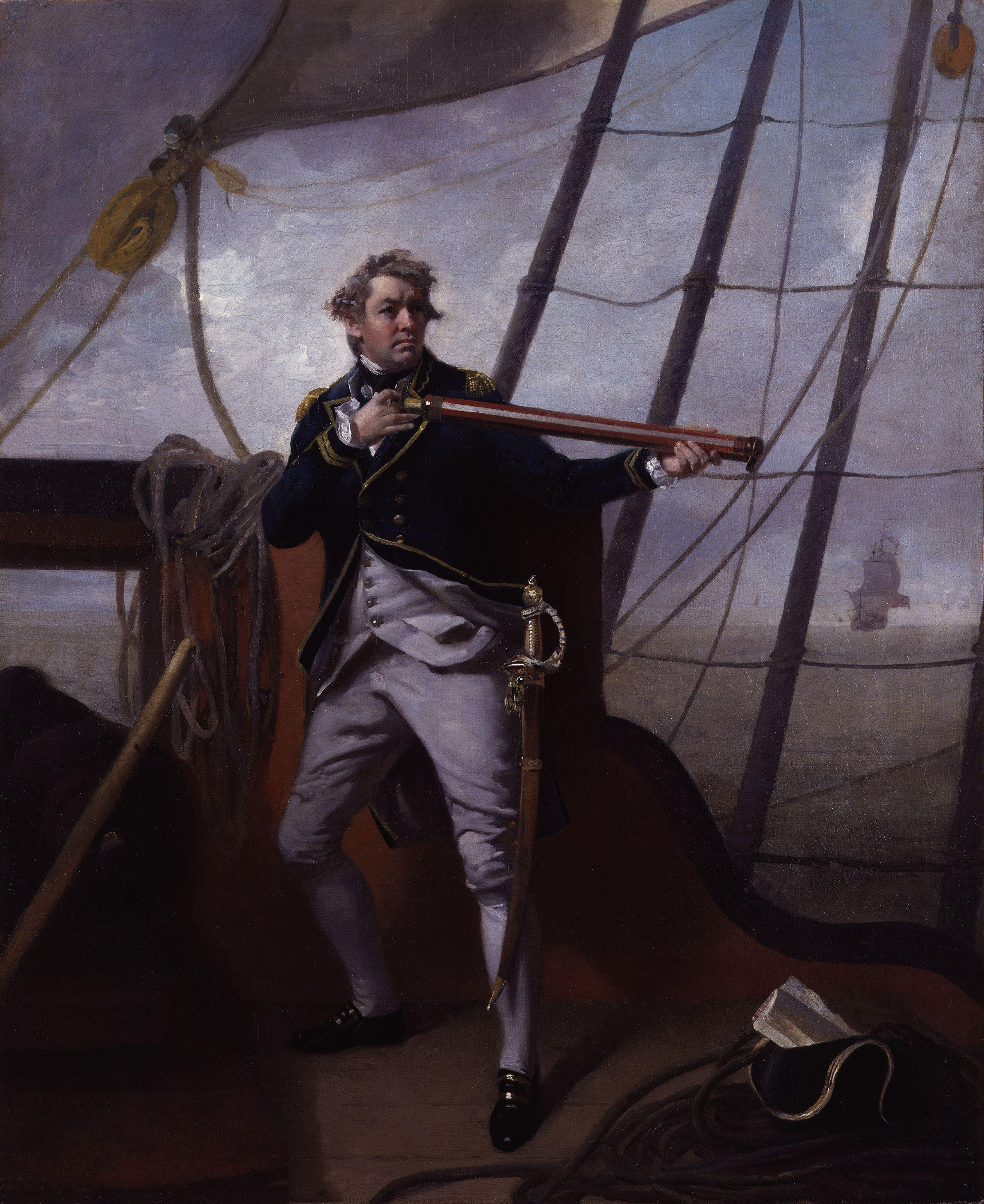
艦上でのダンカン
アンリ＝ピエール・ダンルー作

1779年夏、モナーク号はサー・チャールズ・ハーディの指揮する海峡艦隊に配属された。同年12月にはジョージ・ロドニー率いる艦隊に組み込まれたが、この艦隊はジブラルタル包囲戦の救援に向かっており、1780年1月16日のサン・ビセンテ岬の月光の海戦で重要な役割を演じた。イギリスへ戻ったダンカンはモナーク号から退き、しばらく任務につかなかった。1782年3月に第2次ロッキンガム侯爵内閣が成立して、ケッペルが海軍卿に就任すると、ダンカンは90門艦ブレニムの艦長になり、第4代ハウ子爵リチャード・ハウ率いる大艦隊の一員として10月のジブラルタル救援とスパーテル岬沖の連合艦隊との海戦を戦った。その後はサー・ジョン・ジャーヴィスの後任として戦列艦フォードロイヤントに乗り、1783年の終戦以降はポーツマスで護衛艦エドガーの指揮を3年間執った。1787年9月24日に青色少将、1793年2月1日に中将、1795年6月1日には青色大将に昇進した。1795年2月には北海艦隊総指揮官に任命され、戦列艦ヴェネラブルを旗艦とした。

### キャンパーダウンの海戦

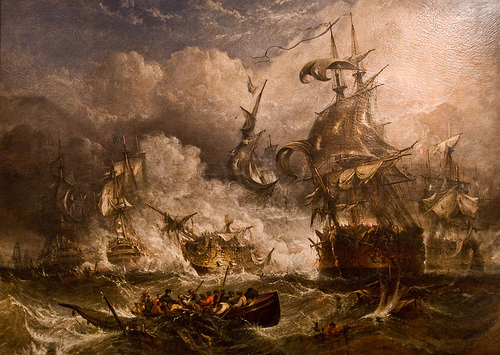
キャンパーダウンの海戦
ウィリアム・オーガスタス・クネル作

北海艦隊総指揮官としての任務は主にフランス革命戦争における敵軍の海岸に対する海上封鎖だった。1797年春、テセル沖に停泊中のバタヴィア共和国海軍主力部隊が出港の用意を整えつつあるとの情報がもたらされると、ダンカンの任務は重要性が増した。しかもスピットヘッドとノアの反乱がダンカン率いる北海艦隊にも飛び火して、数週間身動きが取れなかったことも問題だった。ダンカンが自身の影響力を行使した結果、旗艦ヴェネラブルでは船員反乱が起こらなかったが、それ以外の艦船の多くが停泊しているグレート・ヤーマスからの出港を拒否、戦列艦アダマントのみがヴェネラブルとともに封鎖を継続した。
ダンカンにとって幸いなことに、このときにはバタヴィア艦隊が出港の用意を整えておらず、用意ができたときには偏西風により出港ができなかった。そして、偏西風が和らぐときには冬が近く、バタヴィアのヤン・ウィレム・デ・ウィンテル提督が出撃に反対した。しかしバタヴィア政府は政治上の理由によりデ・ウィンテルの意見を聞き入れず、10月初の出撃を命じた。

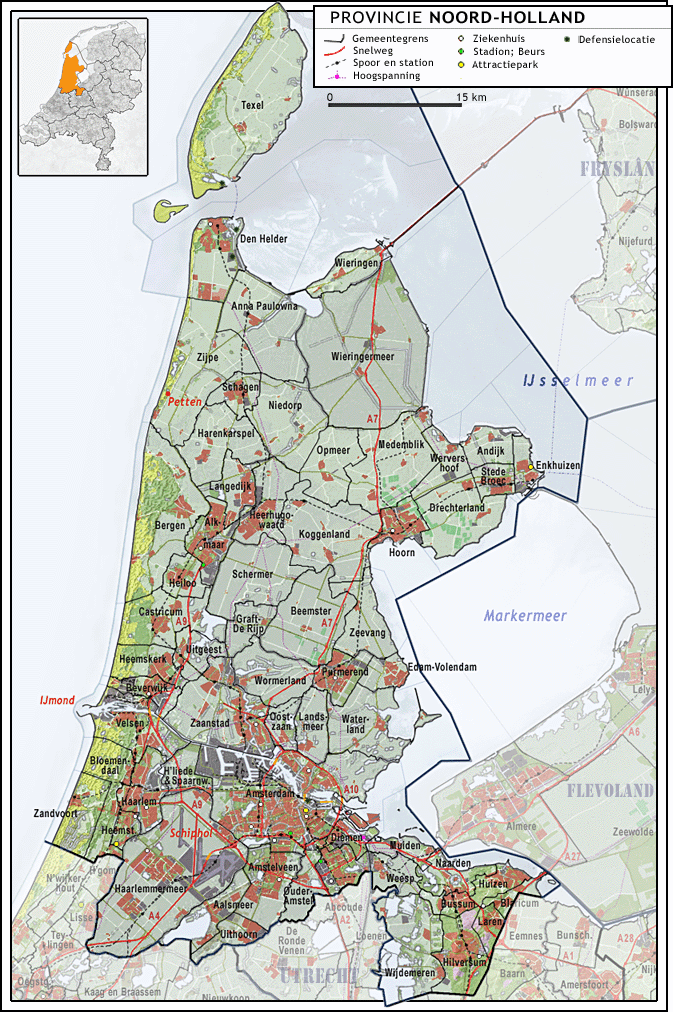
現在の北ホラント州、上部の島がテセル。

このとき、艦隊の大半がグレート・ヤーマスで補給を受けており、ヘンリー・トロロープ艦長率いる戦列艦ラッセルをはじめとする小艦隊のみがテセル島を監視していた。ダンカンはトロロープからバタヴィア艦隊出航の報せを受け取ると、すぐに錨を上げて、オランダの海岸方向へ順風に乗って進んだ。バタヴィア艦隊がテセルに戻っていないことに気付いたダンカンは、南にかじを切って、10月11日の朝に、岸から7マイル（約11キロ）の所に艦隊がいるのを発見した。艦隊はエフモントとキャンパーダウンの町のほぼ中間地点にいた。岸からの風がじかに吹きつける中、バタヴィア艦隊は戦列を形成していたものの、すぐに攻撃しなければ攻撃の手が伸びない浅瀬へすばやく逃げ込む態勢であることがはっきりしていた。ダンカンは即座にバタヴィア艦隊と陸地の間に割り込んで、敵の退却を断ち切る必要があると判断したが、艦船数ではバタヴィアと同程度とも判断したため、手始めに艦隊をまとまった配置にしようと考えた。しかし、即座に攻撃する必要性に迫られたため、ダンカンは後ろの艦船が追いつくことを待ったり、戦列を形成したりせず、すでに二手に分かれていた艦隊（それぞれダンカン率いるヴェネラブルとリチャード・オンズロー艦長のモナークが率いた）に信号を出し、敵陣を通過して敵の風下に着くよう命じた。
これは非常に掟破りな行為だった。17世紀の戦術書『Fighting Instructions』（ロバート・ブレイク作、1653年出版）のやり方からは大きく外れていたが、リチャード・ハウの栄光の6月1日（1794年）のように、この方法で勝利した先例はあった。キャンパーダウンの海戦においても、この戦法を採用したイギリスは完璧な勝利を得た。海戦は長時間にわたり、多くの死傷者を出した。ダンカンは敵陣を通過させることにより、敵軍の全面撤退を阻止したが、その後の戦術は優れたものではなく、単純に軍艦間の一騎討ちで練度の高いイギリスが勝利したが、同時に多くの死傷者を出してしまった。
この海戦でバタヴィア艦隊が15隻の損害を出し、フランス総裁政府が計画していた、軍勢4万によるアイルランド侵攻は潰えた。

### 叙爵

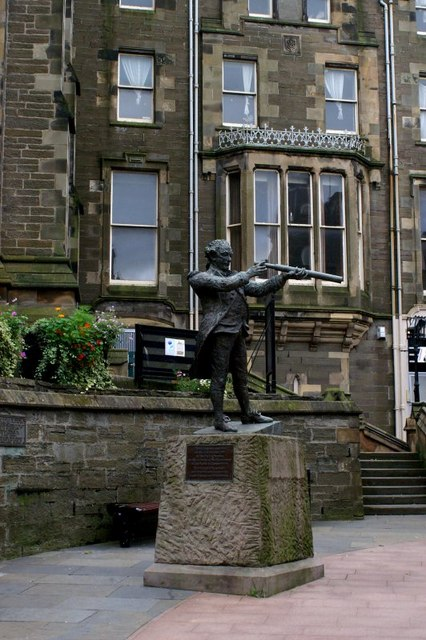
ダンディーにあるダンカンの像（2008年撮影）

スピットヘッドとノアの反乱の後、イギリス海軍が得た最初の大きな勝利であり、船員反乱がイギリス海軍の戦闘力と威信に影響しなかったことを証明する形となった。ダンカンは野党ホイッグ党を支持したにもかかわらず、1797年10月30日にグレートブリテン貴族であるパース州ランディーのダンカン男爵、キャンパーダウンのダンカン子爵に叙された。同年12月5日にはロシア帝国から聖アレクサンドル・ネフスキー勲章を授与された。しかしそれだけでは褒賞は不十分だという空気も強く、叙爵直前の10月18日には、ダンカンのおばにあたるレディ・メアリー・ダンカンが、当時陸軍大臣であったヘンリー・ダンダスへの手紙で「報せによれば、私の甥が叙されるのは子爵にすぎません。私はかまいませんが、国中が、あなた様に甥をイングランドの伯爵位につけてほしいと思っているでしょう」と述べている。しかし、2代子爵となったダンカンの息子が伯爵の爵位を受けたのは、ダンカンの死から何年も過ぎた1831年、「船乗り王」ウィリアム4世が即位した後のことだった。

### 急逝

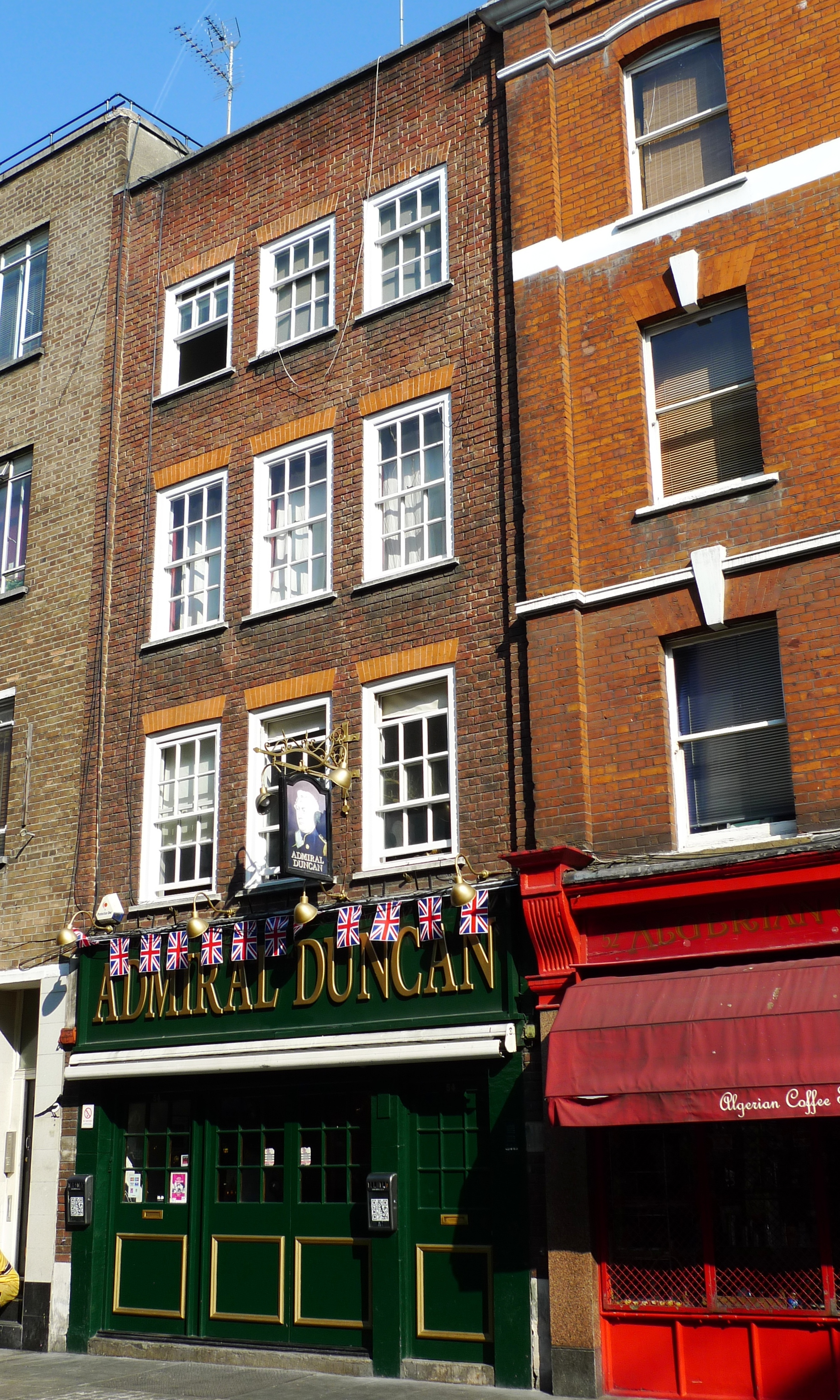
ロンドン、ソーホーの「アドミラル・アダム・ダンカン」

ダンカン子爵はその後、しばらくの間北海艦隊総指揮官に留任したが、再度大きな功績をあげることはなかった。1799年、白色大将に昇進した。1804年8月4日、エディンバラに向かう道中、痛風によりコーンヒル＝オン＝ツイードで死去した。息子ロバートが爵位を継承した。

## 家族
1777年6月6日、ヘンリエッタ・ダンダス（1751年ごろ – 1832年12月8日、スコットランド民事控訴院の院長ロバート・ダンダスの娘）と結婚、4男5女をもうけた。
- ジェーン（1778年3月30日[5] – 1852年3月7日） - 1800年5月19日、第4代準男爵サー・ヒュー・ダルリンプル＝ハミルトン（英語版）と結婚[4]
- ウィリアム（1780年ごろ – 1789年1月23日[4]）
- アレグザンダー（1781年ごろ – 1803年） - 陸軍軍人[4]
- ヘンリエッタ（1850年5月14日没） - 1804年12月5日、第4代準男爵サー・ジェームズ・ファーグソンと結婚[4]
- アダミナ（1783年ごろ – 1857年8月1日） - 1825年6月8日、第8代ステア伯爵ジョン・ダルリンプルと結婚[6]
- ロバート・ダンダス（英語版）（1785年3月21日 – 1859年12月22日） - 第2代ダンカン子爵、初代キャンパーダウン伯爵[2]
- ヘンリー（英語版）（1786年 – 1835年11月1日） - 海軍軍人。1823年4月22日、メアリー・シンプソン・クロフォード（Mary Simpson Crawford、1806年ごろ – 1885年4月7日、ジェームズ・クーツ・クロフォードの娘）と結婚、子供あり[4]
- キャサリン（1833年9月15日没） - 生涯未婚[4]
- メアリー・タフトン（1867年5月24日没） - 1813年7月20日、ジェームズ・ダンダス（James Dundas、1881年3月9日没）と結婚、子供あり[4]